# 刘新勇
刘新勇（1963年4月—），男，汉族，河南许昌人，中华人民共和国政治人物。现任河南投资集团有限公司党委书记、董事长。第十四届全国政协委员。